# Imidacloprid
L'imidacloprid és un insecticida del grup dels neonicotinoides. Va ser comercialitzat per primer cop el 1991 per Bayer AG i Nihon Tokushu Noyaku Seizo K.K.
És l'isòmer E de la (E)-1-(6-cloro-3-piridilmetil)-N-nitrroimidazolidina-2-il·luramina.
Aquest insecticida s'utilitza principalment en el control de plagues d'insectes xucladors com ara els fulgoroïdeus, àfids i altres superfamílies d'insectes fitopatògens. S'aplica impregnant les llavors (50-75 g per 100 kg excepte el cotó, on s'utilitzen fins a 700 g / 100 kg), les fulles (25-100 g/ha) o el sòl cultivat. També s'utilitza contra les puces en animals domèstics.
L'imidacloprid actua bloquejant irreversiblement els receptors nicotínics postsinàptics en el sistema nerviós central dels insectes. Les plantes distribueixen aquest compost de forma sistèmica i l'acumulen al pol·len i al nèctar de manera que l'insecte hi és exposat per ingestió, tot i que l'imidacloprid també pot actuar per contacte directe.

## Impacte ambiental

### Animals
Experiments d'administració d'imidacloprid etiquetat amb un compost ric en ¹⁴C han demostrat que el compost es metabolitza ràpidament en animals. En 48 hores, 96% de la radiació havia estat absorbida pel sistema digestiu i ràpidament eliminada, principalment en l'orina. Només 15% n'havia estat excretat en forma del compost original. El principal metabòlit excretat és l'àcid 6-cloronicotínic.

### Plantes
El metabolisme de l'imidacloprid ha estat estudiat en diversos tipus de plantes de consum habitual en humans (patates, tomàquets, albergínies, arròs, etc.). En tots els casos el compost es metabolitza i s'excreta ràpidament, essent el principal metabòlit derivat del procés el 6-cloropiridinilmetilè.

### Sòls
L'imidacloprid presenta una absorció moderada en sòls i una degradació lenta que es veu accelerada per la vegetació. L'imidacloprid i els seus metabòlits es classifiquen com immòbils en sòls, sempre que el compost s'utilitzi segons les recomanacions. El compost és estable davant la hidròlisi a pH entre 5 i 11 i en absència de llum. El seu temps de degradació mitjà (DT50) en sols és de quatre hores, procés que sovint es veu accelerat per microorganismes.

## Toxicitat
El compost s'ha classificat com a no mutagen ni teratogen. En l'escala de perillositat WHO està classificat com a pesticida de grau II e.

### Mamífers
La dosi letal oral mitjana (LD50) per a rates mascles i femelles és de 450 mg/kg, mentre que per adsorció cutània en calen més de 5 g/kg (24h). En conills no presenta propietats irritants i/o sensibilitzadores de la pell i els ulls. La concentració letal mitjana (LC50) per inhalació en rates (4h) és de més de 5000 mg/m³ en pols i de 69 mg/m³ en aerosol. La dosi diària màxima sense efecte observable (NOEL) en rates és de 5,7 mg/kg en mascles i de 24,9 mg/kg en femelles al llarg de dos anys, mentre que en ratolins és de 65,6mg/kg i 103,6mg/kg en mascles i femelles, respectivament.

### Peixos
La LC50 per a la Carpa Koi Japonesa (Leuciscus idus) és de 237 mg/L, mentre que per a la Truita arc de Sant Martí és de 211.

### Aus
La LC50 en guatlles oscil·la entre els 31 i els 151 mg/kg, depenent de l'espècie. En l'aliment, la LC50 és de 2225 mg/kg d'aliment en guatlles i superior a 5000 en ànecs, al cap de 5 dies.

### Abelles i altres insectes
L'imidacloprid és altament perillós per a les abelles per contacte directe, però no es preveu perillós si no es fumiguen directament els cultius. En els cucs de l'espècie Eisenia foetida l'LC50 és de 10.7 mg/kg de sòl sec.
Se sospita que aquest insecticida, juntament amb la resta de neonicotinoids, és el responsable de la mort massiva d'abelles. El govern francès n'ha limitat l'ús des dels anys 1990 i l'alemany els va prohibir l'any 2008. El 2009 es va estrenar el documental Vanishing of the Bees, que defensa aquesta tesi, tot i que molts experts han evitat posicionar-se per manca d'informació.